# Municipio de Upper Frankford
El municipio de Upper Frankford (en inglés: Upper Frankford Township) es un municipio ubicado en el condado de Cumberland en el estado estadounidense de Pensilvania. En el año 2000 tenía una población de 1.807 habitantes y una densidad poblacional de 35.7 personas por km².

## Geografía
El municipio de Upper Frankford se encuentra ubicado en las coordenadas 40°14′00″N 77°21′59″O / 40.23333, -77.36639.

## Demografía
Según la Oficina del Censo en 2000 los ingresos medios por hogar en la localidad eran de $42,688 y los ingresos medios por familia eran de $45,764. Los hombres tenían unos ingresos medios de $34,097 frente a los $23,160 para las mujeres. La renta per cápita de la localidad era de $16,819. Alrededor del 6,2% de la población estaba por debajo del umbral de pobreza.